# Festool
Die Festool GmbH ist ein deutscher Elektrowerkzeughersteller mit Sitz in Wendlingen am Neckar. Das Unternehmen wurde von Albert Fezer und Gottlieb Stoll 1925 unter dem Namen Fezer & Stoll (= Festo) gegründet. Im Jahr 2000 entstanden im Zuge einer Realteilung aus Festo Tooltechnic die Festool GmbH sowie die Festo Beteiligungen GmbH & Co. KG.

## Holdinggesellschaft
Festool ist eine von fünf Marken in der Holdinggesellschaft TTS Tooltechnic Systems AG & Co. KG. Weitere Marken sind SawStop, Shaper, Tanos und exoIQ. 
Das Unternehmen hat eine Exportquote von 76 % und ist präsent in 68 Ländern, mit eigenen Tochtergesellschaften in 25 Ländern.

## Produkte und Marken der TTS Tooltechnic Systems AG & Co. KG

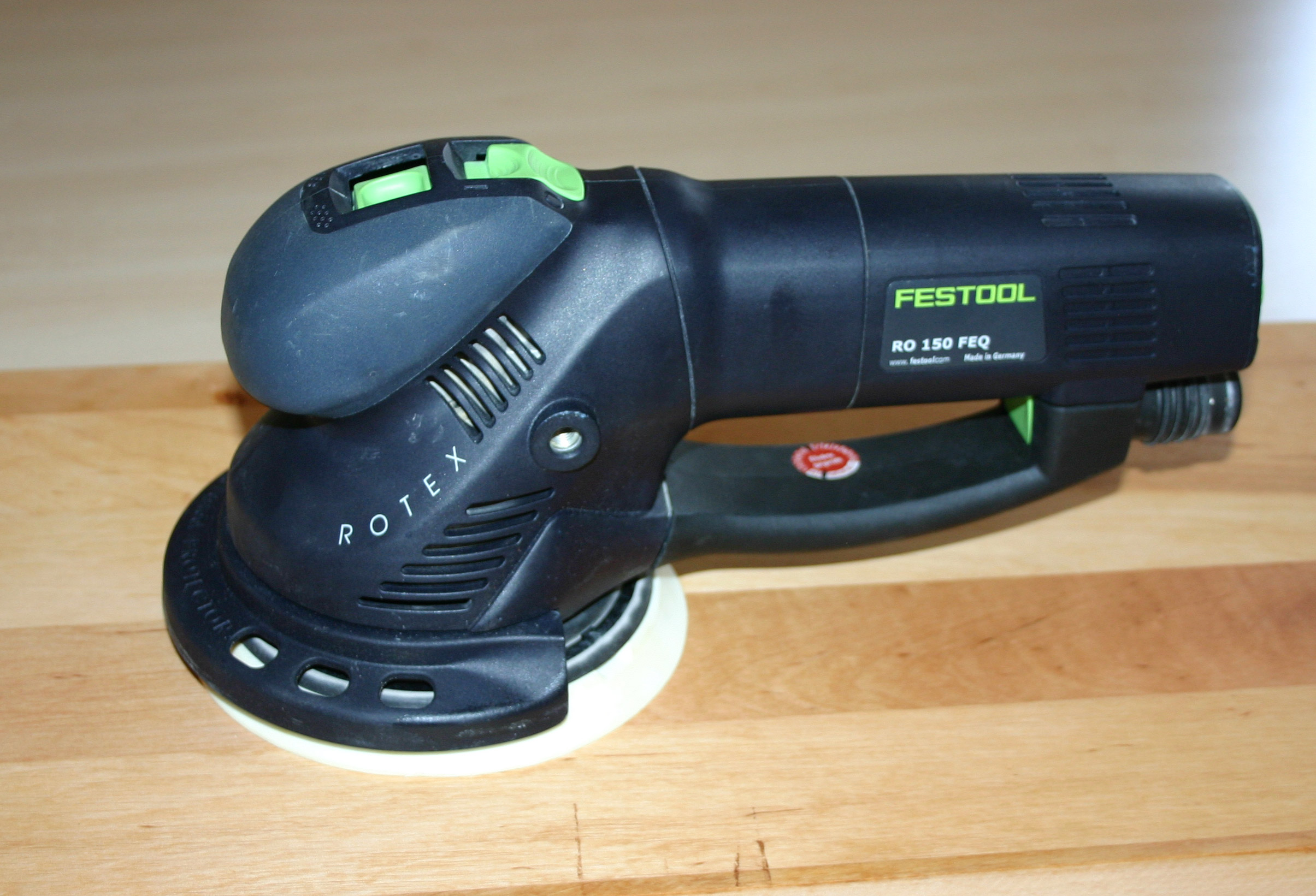
Festool Exzenterschleifer

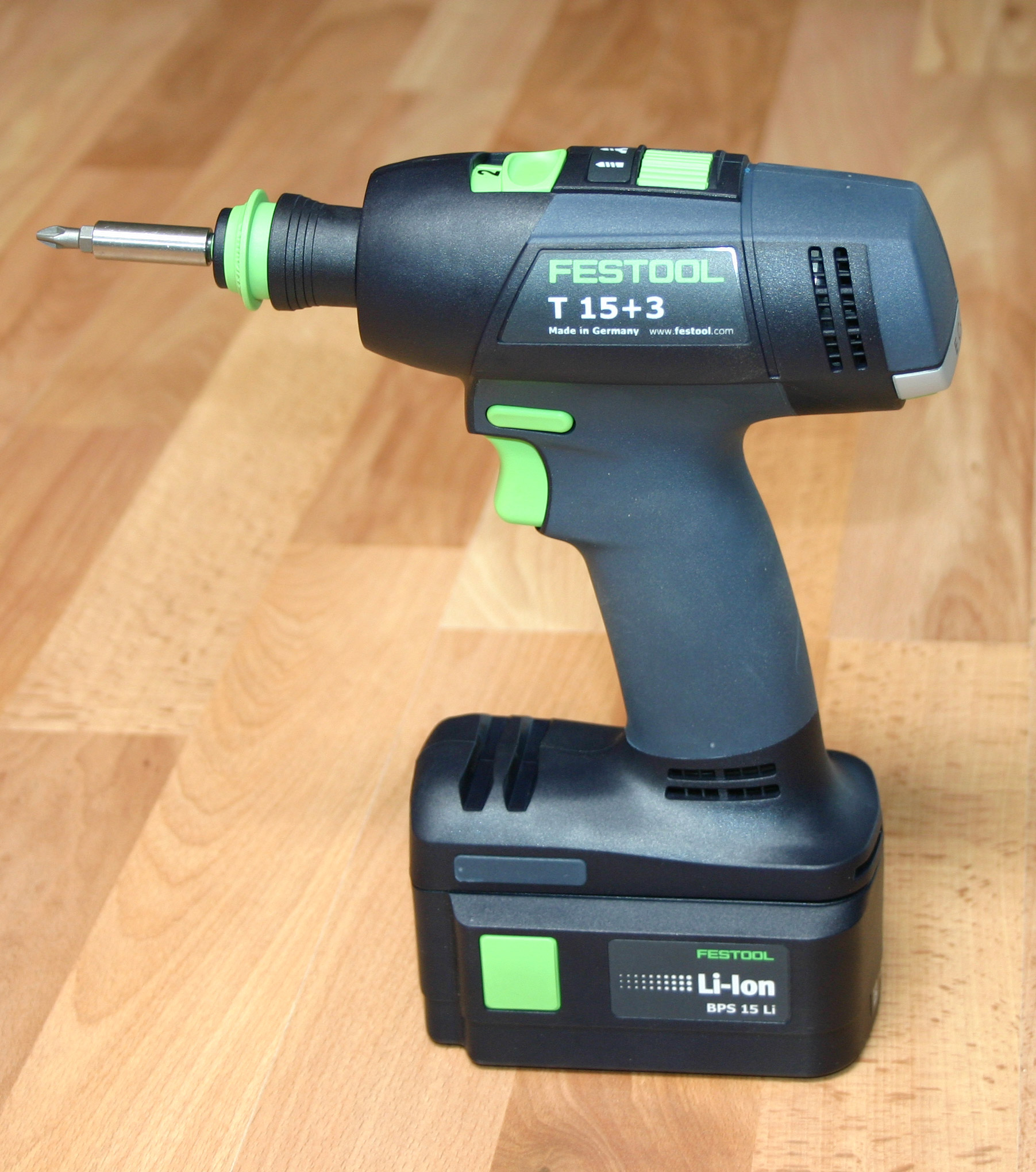
Festool Akkubohrschrauber

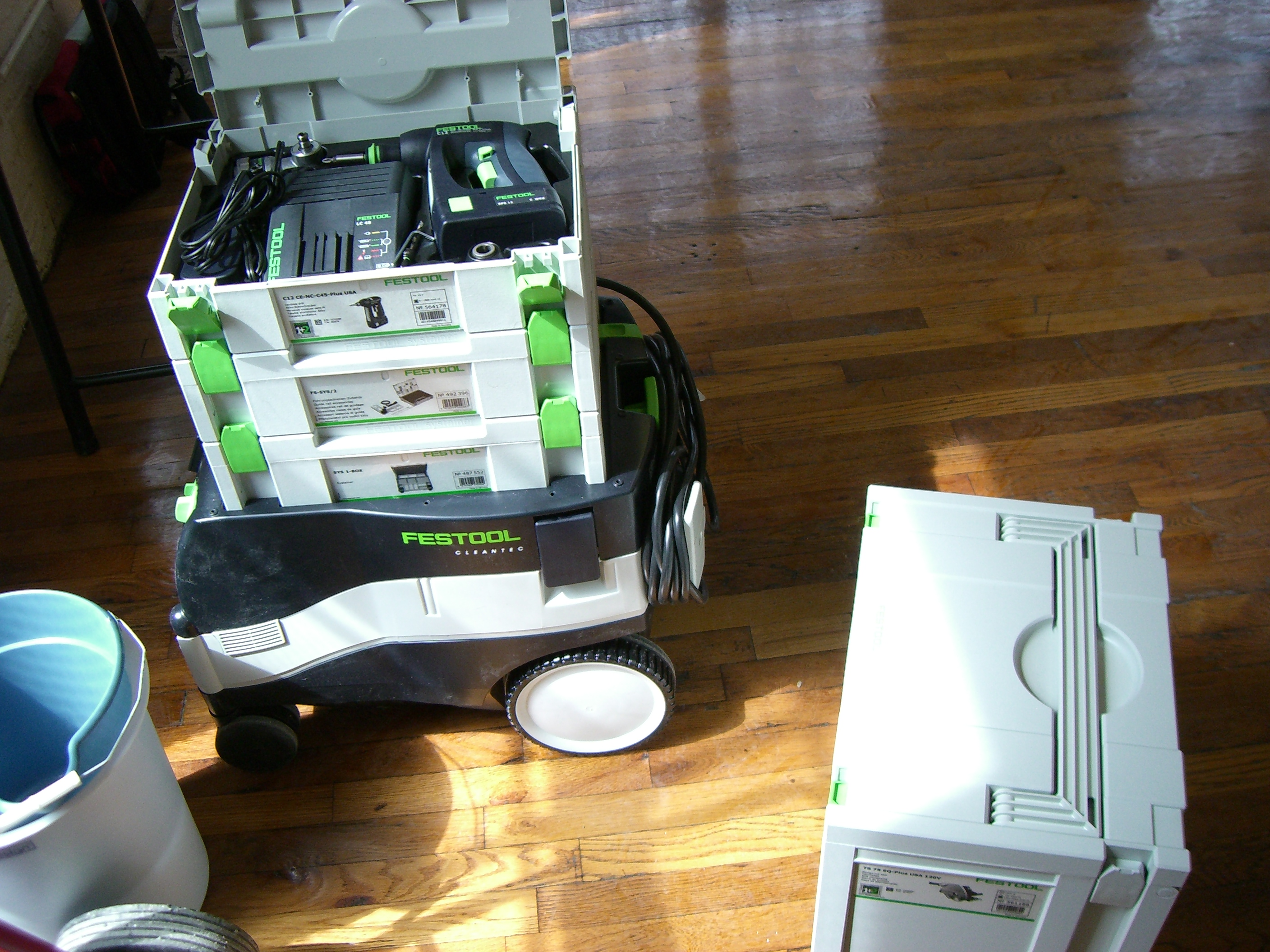
Verschiedene Festool Werkzeuge in Systainern

- Festool: Elektrowerkzeuge und Sauger
- SawStop: Tischkreissägen mit Sicherheitstechnologie
- Shaper: Präzisionsfräsen
- Tanos: Systainer – Ordnungssystem und Werkzeugkisten
- exoIQ: Unterstützungssysteme

## Standorte
- Wendlingen: Hauptverwaltung mit 600 Mitarbeitern inkl. Forschung & Entwicklung sowie ein Logistikzentrum
- Neidlingen: Hauptproduktionsstandort. Preisträger beim Wettbewerb „Fabrik des Jahres“ (2002, 2005 und 2008) und „Beste Fabrik“ (2011)
- Weilheim an der Teck: Montage und Logistikzentrum
- Illertissen: 100 Mitarbeiter produzieren insbesondere Absauganlagen
- Česká Lípa: Produktion großvolumiger Produkte und Produkte in geringen Stückzahlen

## Geschichte
Das Unternehmen wurde von Albert Fezer und Gottlieb Stoll im Jahr 1925 in Esslingen gegründet. Festo spezialisierte sich auf die Herstellung von Holzbearbeitungsmaschinen und revolutionierte den Markt mit seiner transportablen Kreissäge AS-70 und dem Elektrokettenstemmer ZB 140. Diese Maschinen ermöglichten maschinelle Säge- und Stemmarbeiten vor Ort, was zuvor nicht möglich war. Stoll übernahm 1933 die Firmenanteile von Fezer und führte das Unternehmen unter dem Namen „Festo Maschinenfabrik Gottlieb Stoll“ weiter.
1951 entwickelte Festo den ersten „Rutscher“ (Schwingschleifer); er erleichterte die Oberflächenbearbeitung erheblich. In den 50er Jahren entstand in Neidlingen ein neuer Produktionsstandort, an dem bis heute produziert wird. In den 1960er Jahren entwickelte Festo den ersten Schwingschleifer mit Absaugung, damit reagierte man auf die gesundheitlichen Risiken beim Schleifen von Komponentenspachtel auf Epoxidharz-Basis.
1971 verstarb Gottlieb Stoll und seine Söhne Kurt und Wilfried übernahmen die Firmenleitung. Die Brüder Stoll bauten neben der Elektrowerkzeugsparte den Unternehmenszweig Festo-Pneumatik auf. In den 1970er Jahren expandierte das Unternehmen international und in allen europäischen Ländern und weltweit wurden Vertriebsstandorte gegründet. 10 Jahre später, in den 1980er Jahren entschied das Unternehmen den Bereich Stationärmaschinen aufzugeben und sich auf handgeführte Elektrowerkzeuge und Systeme zu konzentrieren. Durch Absauggeräte und Absaugsysteme stärkte man das Bewusstsein der Handwerker für Arbeitssicherheit und Gesundheitsschutz.
1992 wurde aus der Werkzeugsparte der Festo KG die Festo Tooltechnic. 2000 war das Gründungsjahr der Festool GmbH und der Holding TTS Tooltechnic Systems. Mit diesem Schritt wurde die Werkzeugsparte aus dem Festo-Konzern ausgegliedert. Die Verwaltung der Festool GmbH und der neuen TTS Tooltechnic Systems zog von Esslingen nach Wendlingen, wo man das 1998 aufgegebene Firmengelände von Giddings & Lewis übernahm. Im Produktionswerk Neidlingen produzieren rund 300 Mitarbeiter die Festool-Geräte.
Das Bundeskartellamt hat gegen Festool im Jahr 2012 eine Geldbuße von 8,2 Millionen EUR verhängt. Auslöser des Verfahrens waren Beschwerden von Fachhändlern, von denen die Einhaltung der unverbindlichen Preisempfehlung (UVP) gefordert wurde. Bei Abweichungen von diesem Preis wurden Nachteile wie z. B. die Verschlechterung ihrer Konditionen oder die Kündigung ihres Vertrages angedroht. Der Kartellrechtsverstoß konnte durch Vernehmungen eingebundener Fachhändler nachgewiesen werden.